# 謝屋村

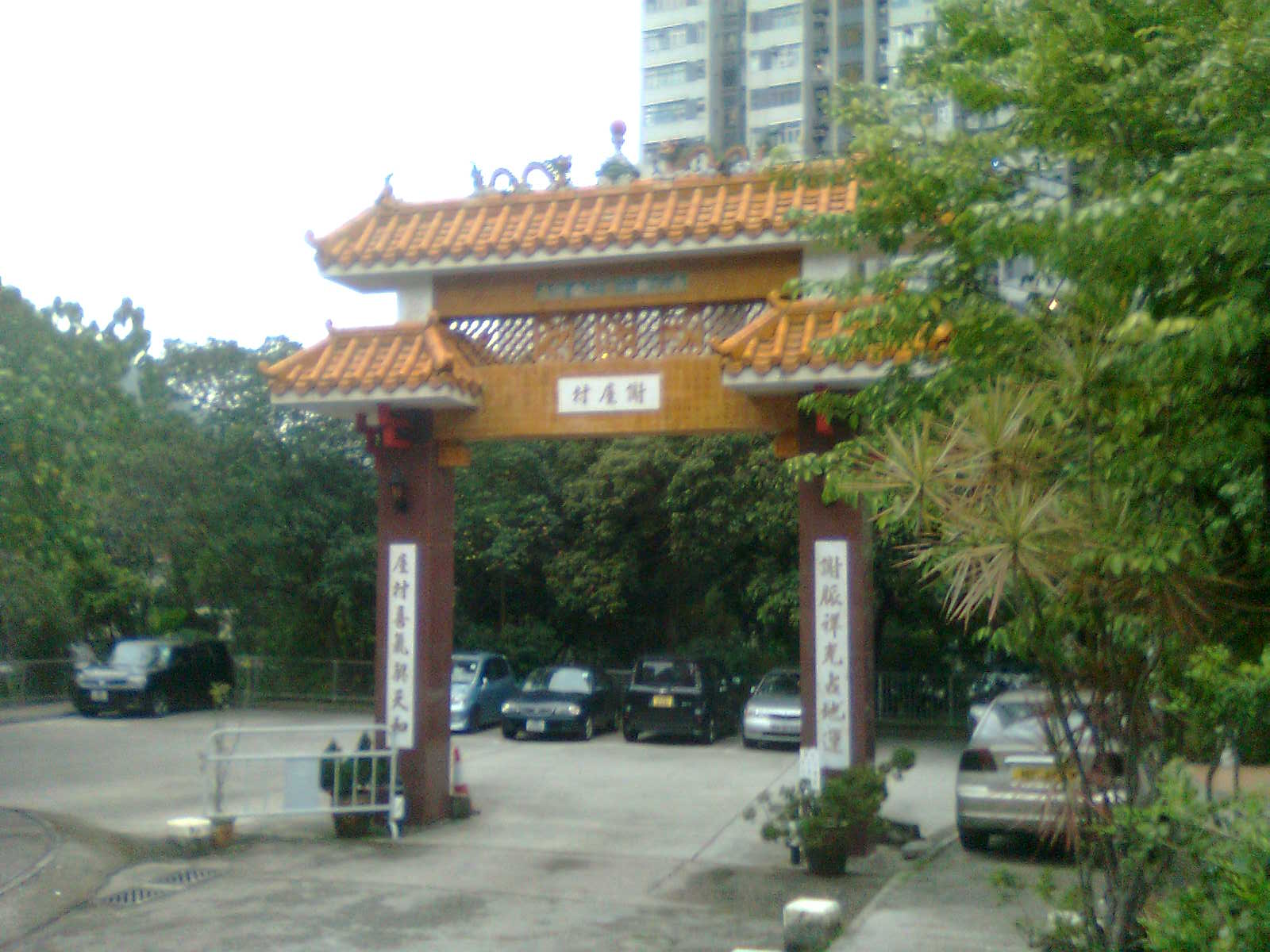
謝屋村牌坊

謝屋村（英語：Tse Uk Village）是香港新界沙田區的一條客家村落，位於沙田圍灰窰下，隸屬於沙田九約之一的沙田圍約。

## 歷史

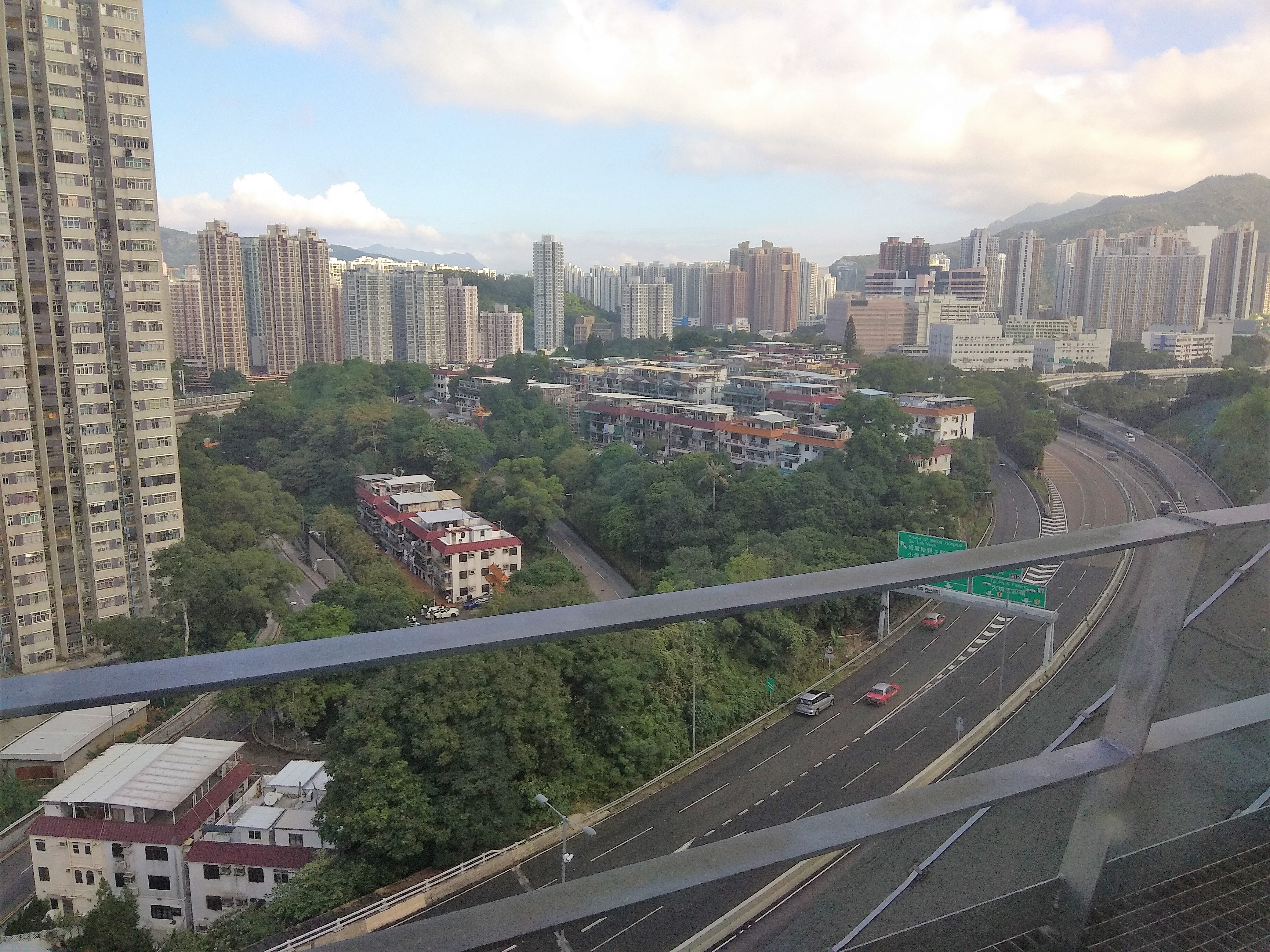
謝屋村位於圖片左下方

謝屋村是沙田圍客家謝氏的分支村落，謝氏於清咸豐初年（約1850年代初）遷居到圓洲西北岸的圓洲角村（現今富豪花園正門的山邊），與西南岸的王屋村相鄰。圓洲角村有少於10間村屋，居民以謝姓為主。1911年，圓洲角村有24名居民。
19世紀時，圓洲是來往九龍與廣東其他地方的一個中途站，香港九約竹枝詞曾描述圓洲從前的生活「風光鬧熱是圓洲，客似雲來載滿舟」。圓洲北岸設有清政府稅關和小渡頭，稅關於咸豐年間設立，英國接收新界後成為第一代沙田警署，直至1920年代後荒廢。
1970年代起，政府發展沙田新市鎮，於沙田兩岸和圓洲之間的沙田海進行大規模填海，圓洲角村村前由一片廣闊的海港變成被十多幢高樓大廈所包圍。原圓洲角村於1984年被清拆，地皮丟空至今。同一時間，政府安排圓洲角村謝氏遷到灰窰下新村旁，新謝屋村建有11幢標準丁屋、一座牌坊和一座神壇。灰窰下與謝屋同宗同源，同因新市鎮發展在較早時間（1981年）遷至新村。因謝屋居民較少，現已把村務歸灰窰下所管理。

## 外部連結
- 居民代表選舉灰窰下與謝屋（沙田）的劃定現有鄉村範圍（2019至2022年） （页面存档备份，存于）